# Лісний
Лісни́й (рос. Лесной) — місто, центр Лісного міського округу Свердловської області.

## Географія
Розташований на східному схилі Середнього Уралу, на річці Тура (басейн Обі), за 2 км від залізничної станції Нижня Тура, за 254 км від Єкатеринбурга.

## Причина особливого статусу
На території міста знаходиться комбінат «Електрохімприбор», призначений для складання та утилізації ядерних боєприпасів, а також для виробництва ізотопів урану. Комбінат також займається виробництвом приладів і систем радіаційного контролю, ковальсько-пресового і штампувального обладнання, товарів народного споживання, у тому числі телевізорів «Ріфей», пральних машин «Надія».

## Історія
Заснований 1947 року, коли було прийнято рішення про будівництво на Середньому Уралі заводу з виробництва новітньої військової техніки. Будівництво значної частини Лісного лягло на плечі в'язнів ГУЛАГу: в цілому над секретним об'єктом працювали більше 20 000 ув'язнених. Був відомий як Свердловськ-45. Місто з 1954 року.

## Населення
Населення — 50363 особи (2010, 53195 у 2002).

## Економіка
В місті заводи — асфальтовий, залізобетонних виробів. Харчокомбінат.

### Освіта
У Лісному працюють 24 дитячих дошкільних установи, 13 шкіл, ліцей, 4 заклади додаткової освіти, Центр діагностики та розвитку дітей, Дитяча музична школа, Дитяча школа мистецтв, Дитяча школа хореографії. Професійну освіту на території міста представляють поліпрофільний технікум ім. О. Терьошкіна, Північноуральський політехнікум та філії 3 вищих навчальних закладів: з 1952 року Технологічний інститут, філія Національного дослідницького ядерного університету «МІФІ», Уральського інституту економіки, управління та права та Уральського федерального університету.